# 313116 Pálvenetianer
313116 Pálvenetianer è un asteroide della fascia principale. Scoperto nel 2000, presenta un'orbita caratterizzata da un semiasse maggiore pari a 2,3518270 UA e da un'eccentricità di 0,1440365, inclinata di 0,85360° rispetto all'eclittica.